# Jacques Michel (Singer-Songwriter)
Jacques Rodrigue, bekannt unter dem Künstlernamen Jacques Michel (* 27. Juni 1941 in Sainte-Agnès-de-Bellecombe/Québec) ist ein kanadischer Singer-Songwriter und Gitarrist.

## Leben
Michel trat bereits sechzehnjährig in Cabarets seiner Heimatregion mit Chansons von Gilbert Bécaud, Charles Aznavour und Mouloudji sowie eigenen Kompositionen auf. 1965 debütierte er an der Comédie-Canadienne in Montreal an der Seite von Muriel Millard und gewann beim Festival du disque mit dem Song Je retourne chez moi den Chansonpreis als Entdeckung des Jahres. 1969 gewann er mit À cause d'une fleur den Spezialpreis der Jury beim Festival de la chanson québécoise, im Folgejahr mit Amène-toi chez nous den Preis der Communauté radiophonique des programmes de langue française in Spa und mit Un nouveau jour viola se lever den Zweiten Preis beim Tokyo International Song Festival.
Zwischen 1971 und 1979 nahm Michel jährlich am Festival Le Patriote teil. Auftritte hatte er in den 1970er Jahren u. a. im Théâtre du Nouveau-Monde und Place des Arts in Montreal, im Grand Théâtre in Quebec, im Saint Lawrence Centre in Toronto und im National Arts Centre in Ottawa. Im Fernsehprogramm der CBC nahm er an Shows wie Zoom (1973), Vedette en direct (1974, 1976, 1978), Dimanshowsoir (1977) und Les Beaux Dimanches (1978) teil. 1974 gründete er die Produktionsfirma  Les Productions Rojamic.
Mitte der 1980er Jahre verließ Michel die Bühne, schrieb aber weiter Songs für Interpreten wie Martine Chevrier, Nicole Martin, Johanne Blouin und Nathalie Simard. Als Koautor produzierte er von 1985 bis 1995 mit Eve Déziel für das Fernsehen die Kindserserien Le village de Nathalie und Sur la rue Tabaga. 2001 nahm Sylvain Cossette seinen Song Pas besoin de frapper für das Album Rendez-vous auf. Wilfred LeBouthillier gewann 2003 mit einer Coverversion von Amène-toi chez nous die erste Staffel der Fernsehshow Star Académie.
Zur Bühne kehrte Michel erst 2014 beim Festival des Guitares du Monde in Abitibi-Témiscamingue mit den  Brüdern Marco und Yves Savard zurück. Im Folgejahr veröffentlichte er auf dem Album Un nouveau jour Neuarrangements von dreizehn seiner erfolgreichsten Songs. 2019 erschienen, erstmals seit 1982, neue Kompositionen auf dem von André Papanicolaiou produzierten Album Tenir. 2021 tourte er mit seinem Programm Tenir durch Kanada, 2024 mit der Show Seul à seuls. 2007 wurde Michel als Chevalier des Ordre national du Québec geehrt.

## Diskographie
- Jacques Michel et ses chansons, 1965
- Jacques Michel, Grand Prix du Festival du disque, 1965
- Jacques Michel; 1969
- Citoyen d'Amérique, 1970
- S.O.S., 1971
- Pas besoin de frapper pour entrer..., 1972
- Dieu ne se mange plus, 1973
- Jacques Michel à la Comédie, 1973
- C'que j'ai l'goüt d'dire, 1974
- Migration, 1975
- Ma Nouvelle Saison, 1976
- Le Temps d'aimer, 1977
- Le Cœur plus chaud (mit Daniel DeShaime), 1978
- Passages, 1980
- Maudit que j'me aime, 1982
- À chacun son refrain, 2004
- Un nouveau jour, 2015
- Tenir, 2019